# Tinus Osendarp
Martinus Bernardus (Tinus) Osendarp (Delft, 21 mei 1916 - Heerlen, 20 juni 2002) was een Nederlandse atleet, die in de jaren dertig van de 20e eeuw tot de beste sprinters van de wereld behoorde. Hij nam eenmaal deel aan de Olympische Spelen en veroverde bij die gelegenheid twee bronzen medailles. In de Tweede Wereldoorlog sloot hij zich aan bij de NSB, de Nederlandsche SS en was betrokken bij acties van het beruchte Commando Leemhuis. Hiervoor werd hij veroordeeld tot twaalf jaar gevangenisstraf. Na een deel van de straf in detentie doorgebracht te hebben, werd hij tewerkgesteld in de Limburgse mijnen.

## Biografie

### Begin atletiekloopbaan
Osendarp was afkomstig uit een milieu van vishandelaren in het oude centrum van Delft. Op zijn tiende verhuisde hij met zijn ouders naar Rijswijk, nadat zijn vader daar eigenaar was geworden van een exportbedrijf in groenten en fruit. Hij begon zijn sportcarrière als voetballer bij VUC, maar deed op aanraden van zijn trainer "voor de grap" eens mee aan atletiekwedstrijden. Hetzelfde jaar werd hij derde op de 100 m bij de Nederlandse kampioenschappen.
Bij de Europese kampioenschappen atletiek 1934 in Turijn (waar Chris Berger furore maakte) nam Osendarp deel aan de 100 m, 200 m en de 4 x 100 m estafette. Op zowel de 200 m als de 4 x 100 m estafette won hij een bronzen medaille. Bij de 100 m moest hij genoegen nemen met een vijfde finishpositie.

### Olympisch eremetaal
Het hoogtepunt van zijn carrière waren de Olympische Spelen van 1936 in Berlijn. Daar werd hij derde op de 100 m en 200 m, die beide gewonnen werden door Jesse Owens. Tinus Osendarp werd alom omschreven als "de snelste blanke" en werd in Nederland als een held ingehaald. Twee jaar later evenaarde hij de prestatie van Berger door op het EK in Parijs de beide sprintafstanden te winnen. In zijn gehele atletiekcarrière veroverde hij op de sprintnummers in totaal vijftien nationale titels. Osendarp liep in 1944 zijn laatste NK atletiek.

### NSB en SS
Tijdens de Tweede Wereldoorlog verloor hij zijn baan bij de KLM en ging werken bij de politie in Den Haag. In 1941 werd hij lid van de NSB. Later trad hij toe tot de Germaanse SS en de Sicherheitsdienst. In 1944 kwam hij bij het beruchte Commando Leemhuis in Den Haag. Daar was hij betrokken bij de arrestatie van tientallen verzetsmensen, waarvan een aantal in gevangenschap is omgebracht.

### Gevangenisstraf
Na de bevrijding werd Osendarp gearresteerd en veroordeeld tot twaalf jaar gevangenisstraf. Hij kwam, doordat hem gratie werd verleend, vervroegd vrij in 1952 en werkte vervolgens in de Limburgse mijnen. In 1958 werd hij daarnaast trainer bij atletiekvereniging Kimbria in Maastricht en vanaf 1972 bij Achilles-Top in Kerkrade. Hij ging met pensioen in 1972 en overleed in 2002 op 86-jarige leeftijd.

## Kampioenschappen

### Internationale kampioenschappen
| Onderdeel  | Titel              | Jaar       |
| ---------- | ------------------ | ---------- |
| 100 m      | Europees kampioen  | 1938       |
| 200 m      | Europees kampioen  | 1938       |
| 100 yd     | Brits AAA-kampioen | 1936, 1938 |
| 220 yd     | Brits AAA-kampioen | 1935       |
| 4 x 110 yd | Brits AAA-kampioen | 1936       |

### Nederlandse kampioenschappen
| Onderdeel | Jaar                                           |
| --------- | ---------------------------------------------- |
| 100 m     | 1935, 1936, 1937, 1938, 1941, 1943, 1944       |
| 200 m     | 1935, 1936, 1938, 1940, 1941, 1942, 1943, 1944 |

## Persoonlijke records
| Onderdeel | Prestatie      | Datum        | Plaats    |
| --------- | -------------- | ------------ | --------- |
| 100 m     | 10,4 s         | 7 juli 1936  | Amsterdam |
| 200 m     | 21,1 s (ex-NR) | 28 juni 1936 | Amsterdam |
| 400 m     | 49,0 s         | 1937         |           |

## Onderscheidingen
- Sauer-beker - 1933

 Portaal: Fascisme en nationaalsocialisme in Nederland · Fascisme · Nationaalsocialisme
- World Athletics: 14557574
- International Standard Name Identifier: 0000 0003 8749 2441
- Nederlandse Thesaurus van Auteursnamen: 074874012
- Virtual International Authority File: 280496361
- WorldCat: E39PBJcR87k77bm9GJwpYXDrMP